# Jugoslavenska ujedinjena (nacionalistička) omladina
Jugoslavenska ujedinjena (nacionalistička) omladina ušla je u projekt južnoslavenskog ujedinjenja istodobno kad i Jugoslavenski odbor djelujući kao i on u inozemstvu. Radilo se o skupini mladih ljudi, mahom intelektualaca, koja je nastajala u predratnom razdoblju razvijajući se na valu jugoslavenske nacionalne ideologije. Najznačajniji među njima bili su Ljubo Leontić, Niko Bartulović, Augustin (Tin) Ujević, Petar Sljepčević, Milostislav Bartulica, Vladislav Fabjančić, Vladimir Gačinović, Stevan Galogaža, Luka Smodlaka. Njihov politički program sadržan je u jednoj rezoluciji (Misli vodilji) iz 1915., u kojoj među ostalim stoji:
| Slovenci-Srbi-Hrvati — zajedničkim imenom Jugoslaveni — jedan su narod. Radi toga oni traže oslobođenje svih jugoslavena i ujedinjenje svih srpskih, hrvatskih i slovenačkih zemalja sa Srbijom i Crnom Gorom u jednu jedinstvenu slobodnu i nezavisnu narodnu državu.— Hrvatska revija 2, 2004. |

Na početku rata većina omladinskih lidera emigrirala je iz zemlje. Cilj im je bio uključiti se u srpsku vojsku, no na kraju su se uglavnom okupili u europskim središtima, poglavito u Ženevi, gdje se vodila jugoslavenska politika. Nastojali su biti samostalan politički čimbenik, odupirući se Jugoslavenskom odboru, koji ih je pokušavao svesti na svoj intelektualni servis. To kao i radikalizam u ciljevima i metodama često ih dovodi u sukob s Odborom. Najkonkretniji njihovi rezultati organiziranje su jugoslavenskog iseljeničkog pokreta u Južnoj Americi.
Južnoslavenska ideja pustila je do Prvoga svjetskog rata duboko korijenje među hrvatskim iseljeništvom, osobito u Južnoj Americi. Na vijest o ratu oni spontano reagiraju okupljanjem, da bi se ubrzo našli pod patronatom Jugoslavenskog odbora. (Vezu je uspostavio Odborov član Miće Mičić, organizirali su ih predstavnici Jugoslavenske ujedinjene (nacionalističke) omladine Milostislav Bartulica i Ljubo Leontić.) Iseljeništvo je Odboru bilo važno zbog ovih razloga: 
1. davalo mu je legitimitet koji nije mogao dobiti iz domovine;
2. pokrivalo rashode dajući mu je kakvu-takvu slobodu u političkoj akciji u odnosu prema srpskoj vladi
 (koja ga je inače nastojala svesti na svoje tijelo za promidžbu);
3. bilo je osnova za regrutiranje zamišljene Jugoslavenske legije na solunskom bojištu.

Od svega toga jedini stvaran učinak bila je materijalna potpora. Unatoč legitimitetu koji su mu davali iseljenici, Odbor nije bio priznat od Antante kao predstavnik južnih Slavena Monarhije, a hrvatski iseljenici se uglavnom nisu pojavili na solunskom bojištu.